# Liste des voies du Pont-de-Beauvoisin (Isère)
La commune du Pont-de-Beauvoisin, dans l'Isère compte 108 voies.

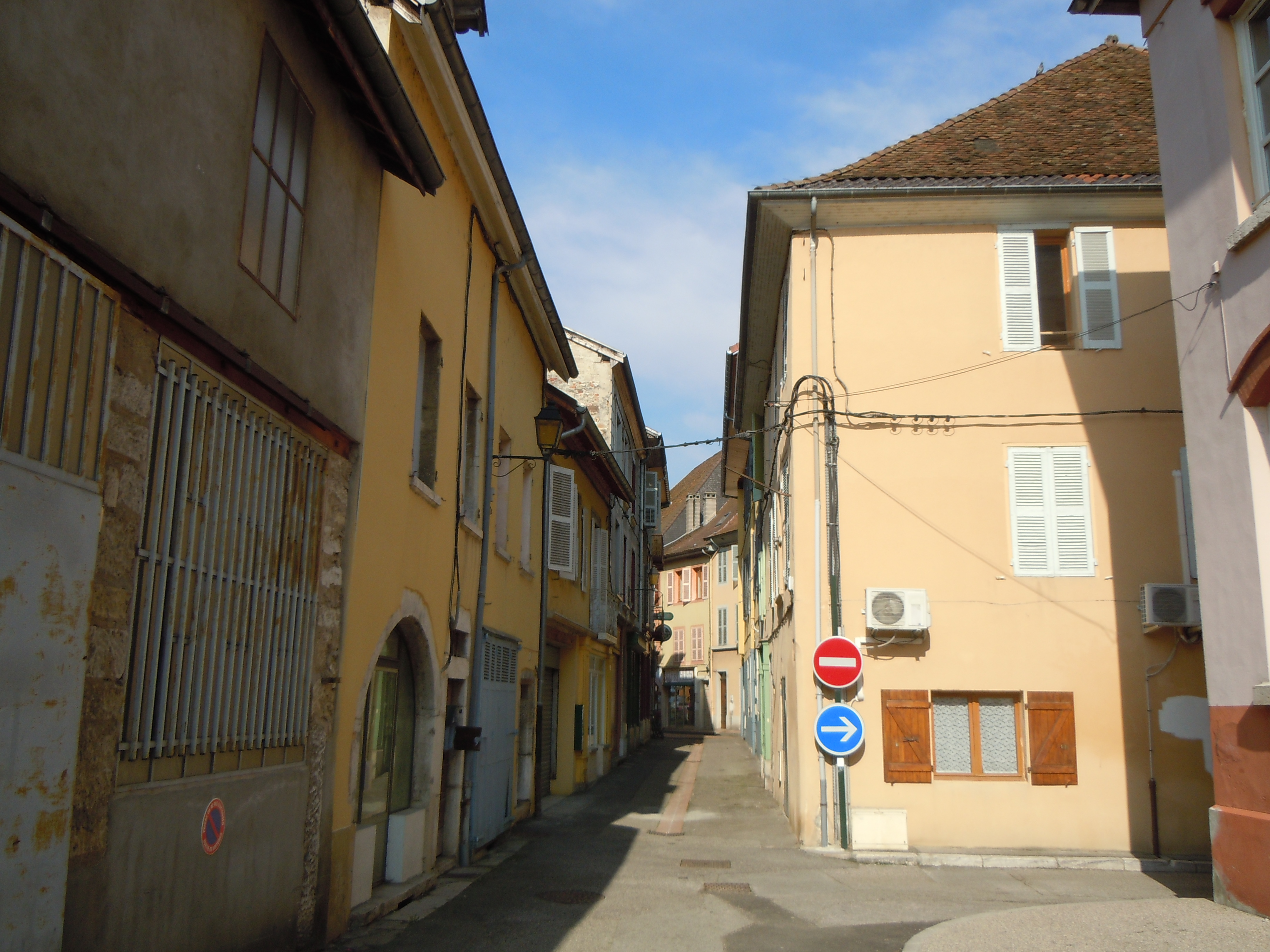
Rue de l'Ancien-Collège

- Haut – A
- B
- C
- D
- E
- F
- G
- H
- I
- J
- K
- L
- M
- N
- O
- P
- Q
- R
- S
- T
- U
- V
- W
- X
- Y
- Z

## 0-9
- Rue du 8-Mai-1945

- Haut – A
- B
- C
- D
- E
- F
- G
- H
- I
- J
- K
- L
- M
- N
- O
- P
- Q
- R
- S
- T
- U
- V
- W
- X
- Y
- Z

## A
- Rue des Abattoirs
- Rue Alexandre-Dumas
- Rue de l'Ancien-Collège
- Chemin de l'Ancien-Couvent
- Place des Anciennes-Casernes
- Chemin d'Astra-Logirel
- Rue de l'Auberge
- Chemin de l'Avenir

- Haut – A
- B
- C
- D
- E
- F
- G
- H
- I
- J
- K
- L
- M
- N
- O
- P
- Q
- R
- S
- T
- U
- V
- W
- X
- Y
- Z

## B
- Chemin du Bain
- Rue Barnave
- Avenue du Baron-de-Crousaz
- Rue Bayard
- Chemin de Bellevue
- Impasse de Bellevue
- Route de Belley
- Avenue de la Bergerie
- Rue du Bourg-Neuf
- Rue de la Bouverie
- Chemin des Brosses
- Route du Bugey
- Chemin de Burillon

- Haut – A
- B
- C
- D
- E
- F
- G
- H
- I
- J
- K
- L
- M
- N
- O
- P
- Q
- R
- S
- T
- U
- V
- W
- X
- Y
- Z

## C
- Chemin des Carmes
- Rue de Chamechaude
- Chemin du Champ-de-Tir
- Rue du Charmant-Son
- Rue de la Chartreuse
- Montée du Château
- Montée du Cimetière
- Montée de la Citadelle
- Rue Clément-Gondrand
- Chemin de Clermont
- Rue Clermont-Tonnerre
- Chemin de la Combe
- Route du Corbet
- Chemin de la Crapaudière
- Route du Croibier

- Haut – A
- B
- C
- D
- E
- F
- G
- H
- I
- J
- K
- L
- M
- N
- O
- P
- Q
- R
- S
- T
- U
- V
- W
- X
- Y
- Z

## D
- Rue des Dames-Augustines
- Passage Diogène
- Rue des Douanes

- Haut – A
- B
- C
- D
- E
- F
- G
- H
- I
- J
- K
- L
- M
- N
- O
- P
- Q
- R
- S
- T
- U
- V
- W
- X
- Y
- Z

## E
- Route des Échelles
- Rue des Écoles
- Rue des Entremonts
- Chemin des Étangs
- Route des Éteppes
- Rue des Etrests

- Haut – A
- B
- C
- D
- E
- F
- G
- H
- I
- J
- K
- L
- M
- N
- O
- P
- Q
- R
- S
- T
- U
- V
- W
- X
- Y
- Z

## F
- Rue Faubourg-d'Aigue-Noire
- Clos Félix
- Montée de la Feshe

- Haut – A
- B
- C
- D
- E
- F
- G
- H
- I
- J
- K
- L
- M
- N
- O
- P
- Q
- R
- S
- T
- U
- V
- W
- X
- Y
- Z

## G
- Chemin des Gabelous
- Avenue Gabriel-Prayaz
- Rue Gambetta
- Rue de la Gare
- Chemin du Giroud
- Rue de la Grande-Sûre
- Chemin du Guiers
- Rue de la Guinguette

- Haut – A
- B
- C
- D
- E
- F
- G
- H
- I
- J
- K
- L
- M
- N
- O
- P
- Q
- R
- S
- T
- U
- V
- W
- X
- Y
- Z

## H
- Rue de l'Hôtel-de-Ville

- Haut – A
- B
- C
- D
- E
- F
- G
- H
- I
- J
- K
- L
- M
- N
- O
- P
- Q
- R
- S
- T
- U
- V
- W
- X
- Y
- Z

## I
- Route d'Italie

- Haut – A
- B
- C
- D
- E
- F
- G
- H
- I
- J
- K
- L
- M
- N
- O
- P
- Q
- R
- S
- T
- U
- V
- W
- X
- Y
- Z

## J
- Avenue Jean-Moulin
- Rue Joseph-Chaboud

- Haut – A
- B
- C
- D
- E
- F
- G
- H
- I
- J
- K
- L
- M
- N
- O
- P
- Q
- R
- S
- T
- U
- V
- W
- X
- Y
- Z

## L
- Chemin de Lambin
- Avenue de Lattre-de-Tassigny
- Rue Lieutenant-Richard

- Haut – A
- B
- C
- D
- E
- F
- G
- H
- I
- J
- K
- L
- M
- N
- O
- P
- Q
- R
- S
- T
- U
- V
- W
- X
- Y
- Z

## M
- Rue Mandrin
- Place du Marché
- Rue Marius-Recordier
- Rue Mazagran
- Route du Mazet
- Chemin du Moizet
- Rue Mont-Fleuri
- Rue du Mont-Grêle
- Rue du Mont-l'Épine
- Rue des Moulins
- Chemin du Mongron

- Haut – A
- B
- C
- D
- E
- F
- G
- H
- I
- J
- K
- L
- M
- N
- O
- P
- Q
- R
- S
- T
- U
- V
- W
- X
- Y
- Z

## N
- Impasse du Naizet
- Chemin Neuf
- Chemin des Noisetiers
- Route de Novalaise

- Haut – A
- B
- C
- D
- E
- F
- G
- H
- I
- J
- K
- L
- M
- N
- O
- P
- Q
- R
- S
- T
- U
- V
- W
- X
- Y
- Z

## P
- Rue de La Pérouze
- Chemin du Petit-Clermont
- Rue du Pont
- Route de Pont-de-Beauvoisin
- Rue Porte-de-la-Ville
- Rue de la Poste
- Lotissement les Prés-du-Mont
- Rue du Pré-Saint-Martin
- Place du Professeur-Trillat
- Rue Professeur-Trillat
- Chemin du Puisat

- Haut – A
- B
- C
- D
- E
- F
- G
- H
- I
- J
- K
- L
- M
- N
- O
- P
- Q
- R
- S
- T
- U
- V
- W
- X
- Y
- Z

## R
- Chemin de Reculfort
- Route de Reculfort
- Promenade des Rivaux
- Montée de la Rochette
- Chemin des Routes

- Haut – A
- B
- C
- D
- E
- F
- G
- H
- I
- J
- K
- L
- M
- N
- O
- P
- Q
- R
- S
- T
- U
- V
- W
- X
- Y
- Z

## S
- Impasse des Salines
- Rue des Salines
- Impasse des Sapins
- Allée du Signal
- Chemin Sous-Clermont

- Haut – A
- B
- C
- D
- E
- F
- G
- H
- I
- J
- K
- L
- M
- N
- O
- P
- Q
- R
- S
- T
- U
- V
- W
- X
- Y
- Z

## T
- Chemin du Tercinet
- Rue Thomassin
- Rue des Tissandiers

- Haut – A
- B
- C
- D
- E
- F
- G
- H
- I
- J
- K
- L
- M
- N
- O
- P
- Q
- R
- S
- T
- U
- V
- W
- X
- Y
- Z

## V
- Rue Vaucanson
- Rue du Vercors
- Chemin du Vieux-Coulu
- Rue de la Volaillerie

- Haut – A
- B
- C
- D
- E
- F
- G
- H
- I
- J
- K
- L
- M
- N
- O
- P
- Q
- R
- S
- T
- U
- V
- W
- X
- Y
- Z